# ساتاي

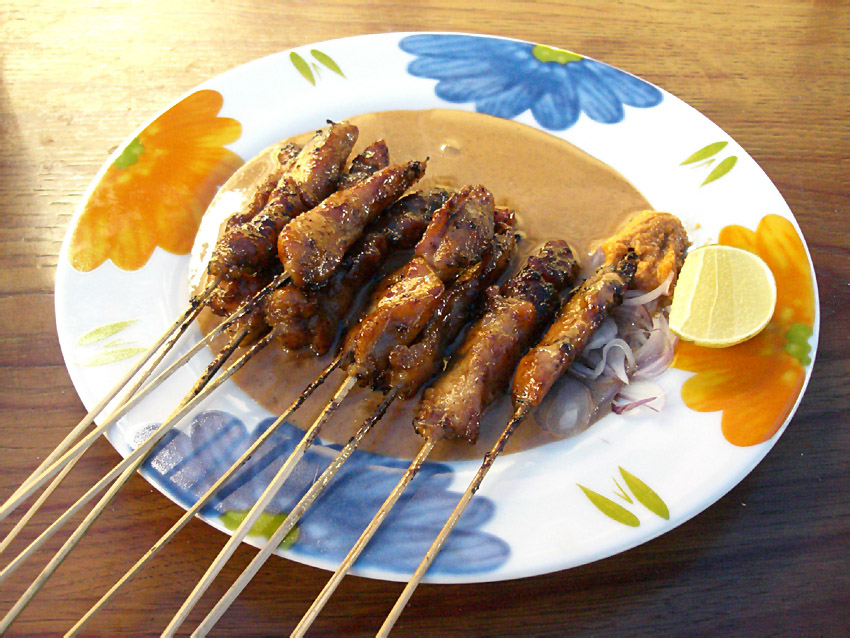
دجاج الساتيه

ساتاي أو ساتيه (بالإندونيسية:  Satay - يُكتب أيضًا saté)‏ هو طبق أصلي من سومطرة أو جاوة، بإندونيسيا، ولكنه يحظى بشعبية كبيرة في بلدان جنوب شرق آسيا الأخرى مثل الصين وماليزيا وسنغافورة والفلبين وتايلاند، وكذلك في هولندا التي تأثرت من خلال المستعمرات الهولندية في ماليزيا تحظى ساتاي بشعبية كبيرة خلال الاحتفالات ويمكن العثور عليها في جميع أنحاء البلاد. يمكن العثور على شبيه وثيق في اليابان، حيث ياكيتوري يشبهه إلى حد كبير. بالإضافة إلى ذلك فهو يشبه الشيش كباب.
تختلف وصفات ومكونات ساتاي على نطاق واسع حسب البلد، لذلك يمكن القول إنها تتكون عادة من قطع من اللحم موضوعة على سيخ من الخيزران أو شوك جوز الهند، وهي مشوية على جمر الفحم. عادة ما يستخدم الكركم لتتبل قطع لحم الساتيه وفي نفس الوقت يعطيه لونًا أصفر غريبًا.
اللحوم المستخدمة هي لحم العجل والغزلان والأسماك والروبيان والدجاج وأحيانا لحم الخنزير. هناك بعض اللحوم الغريبة، مثل التمساح والثعبان. يمكن تقديمه متبلًا بالفعل بصلصة غمس مصنوعة من الفول السوداني وشرائح من البصل والمخللات والكيتوبات. يمكن تقديم الساتيه مع أناناس وعادة ما يكون متبل ببهارات الكركم. عادة ما يكون للنسخة الإندونيسية صلصة غمس مع فول الصويا.

## أصول الطبق

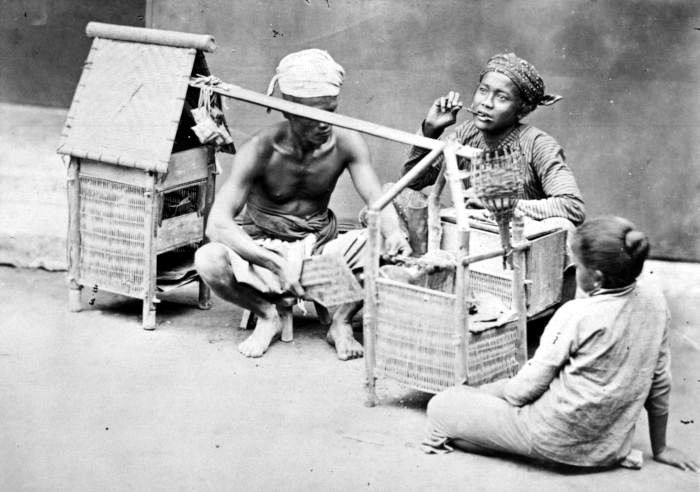
بائع ساتيه في جاوة، حوالي 1870. لاحظ الكيتوبات معلقة خلف البائع.

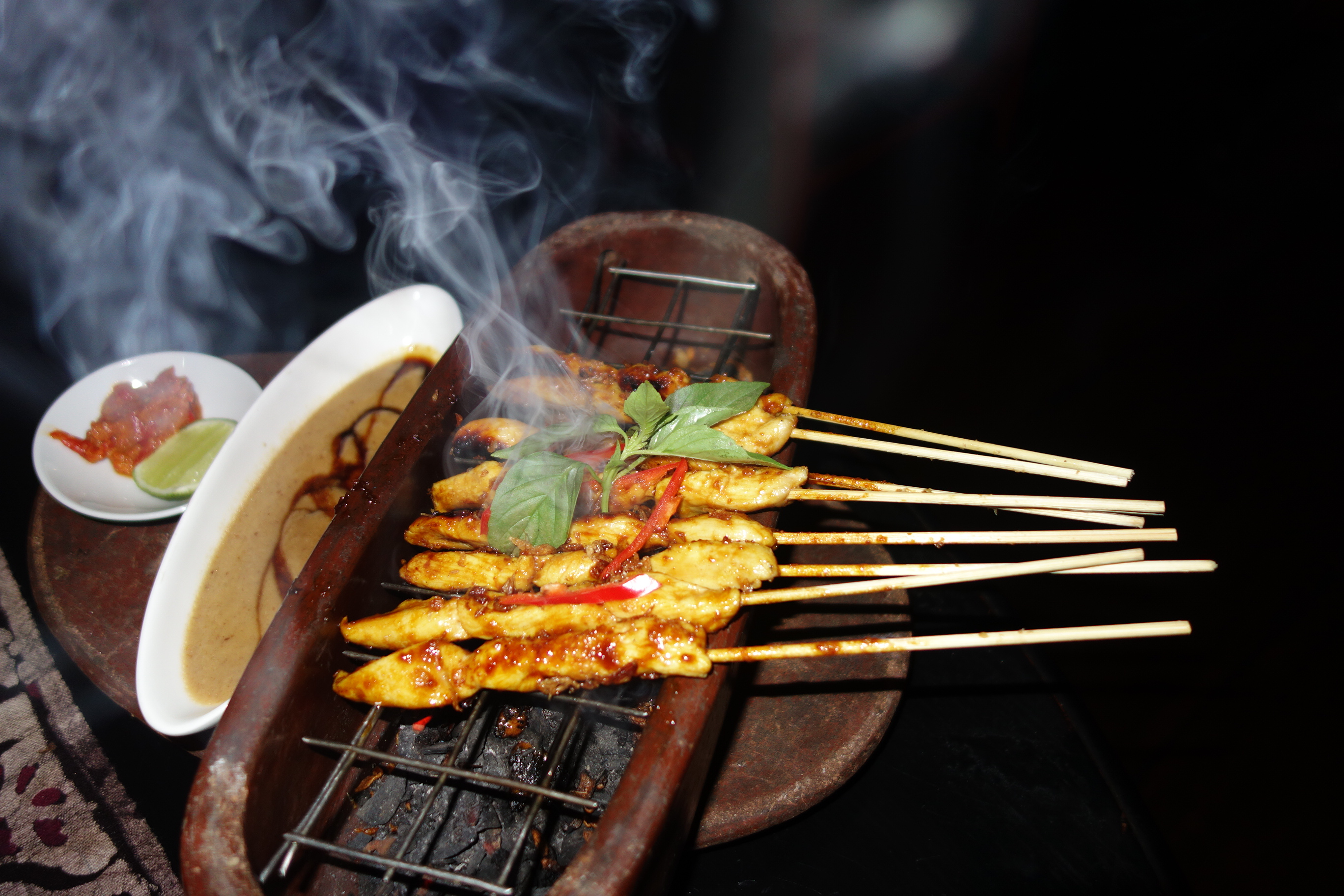
ساتيه الدجاج (Sate ayam).

يدعي البعض أن الساتاي اخترعه مهاجرون من الصين اعتادوا على بيع أسياخ اللحوم في حفلة شواء في الشارع. أن أقول هذا القول بأن كلمة ساتيه يعني في لهجة من شيامن «ثلاث مرات مكدسة» (三 疊)، ويتم إجراء ساتيه حقا في كثير من الأحيان مع ثلاث قطع من اللحم «مكدسة» على سيخ الخيزران. وهناك تفسير آخر يزعم أن كلمة satay في لغة الملايو لها معنى قديم يشير إلى الفعل المنطبق على إعداد بعض أطباق المطبخ الماليزي والتي من الواضح أنها كانت لها تأثيرات قوية من المطبخ الصيني. ومع ذلك، تم العثور على الساتيه في ماليزيا وسنغافورة وإندونيسيا وتايلاند والفلبين، وجميع هذه البلدان لديها من أصل صيني.
من ناحية أخرى، من الممكن تمامًا أن يكون قد اخترعها بائعون متجولون من كل من ماليزيا وجزيرة جافا، وربما تأثروا بالكباب العربي. يُناقش تفسير هذا الأصل مع حقيقة أنه في بداية القرن التاسع عشر كان هذا الطبق مشهورًا، متزامنًا مع وصول عدد أكبر من المهاجرين من الشرق الأوسط إلى المنطقة. يحتوي الساتاي الأكثر شعبية على لحم الضأن ولحم العجل في ماليزيا وإندونيسيا لأن تناول لحم الخنزير غير حلال في المجتمع المسلم.

## أطباق مماثلة
- بروشيت (فرنسي)
- إسبيتادا (إسباني)
- شاشليك (روسي)
- شيش كباب (تركي)
- سوفلاكي أو كالاماكي (يوناني)
- سيخ moruno (إسباني)
- ياكيتوري (ياباني)
- سبيدينو (إيطالي)

## الروابط الخارجية
- جاي ساتاي وصفة